# Gunshot
Gunshot (dt. Pistolenschuss) ist eine Britcore-Band. Sie wurde 1989 von MC Mercury, MC Alkaline, Q-Roc und DJ White Child Rix gegründet. Das Debütalbum Patriot Games erschien 1993, 1997 folgte Twilights Last Gleaming und 2000 das bisher letzte Album International Rescue.

## Veröffentlichungen

### Alben
- 1993: Patriot Games (Vinyl Solution)
- 1994: The Singles (Vinyl Solution)
- 1997: Twilights Last Gleaming (Words of Warning)
- 2000: International Rescue CD (Words of Warning)
- 2017: International Rescue Doppel-LP (Naked Ape Records / Underground United)[1]
- 2024: Black Lebanon LP (Underground United)[2]

### Singles
- 1990: Battle Creek Brawl (Vinyl Solution)
- 1991: Crime Story / No Sell Out (Vinyl Solution)
- 1991: Clear From Present Danger / Interception Squad (Vinyl Solution)
- 1992: Killing Season / Nobody Move! (Vinyl Solution)
- 1993: Children of a Dying Breed (Vinyl Solution)
- 1994: Mind of a Razor (Vinyl Solution)
- 1994: Colour Code / Gunshots History (Vinyl Solution)
- 1994: Colour Code Remixes (Vinyl Solution)
- 1997: Ghetto Heartbeat (Words of Warning)
- 2018: Sulphur - (Naked Ape Records / Underground United)[3]
- 2019: Sulphur Remix - (Naked Ape Records / Underground United, 2018)[4]
- 2020: Burn Cycle - (Underground United, 2020)[5]

### Compilations
- 2009: Construct Destruct on Underground United Vol. 1 LP (Naked Ape Records / Underground United)[6]

- 2011: Bullet Entering Chest (Original Version) on Underground United Vol. 2 LP (Naked Ape Records / Underground United)[7]

- 2016: Average New Yorker on Underground United Vol. 3 2xLP (Naked Ape Records / Underground United)[8]

### Remixes
- 1994: Senser – "Age of Panic (The Sick Man Remix)" (Ultimate Records)
- 1994: Pitchshifter – "Triad (Gunshot Remix)" on the remix album The Remix War along with Therapy? & Biohazard (Earache)
- 1995: Die Krupps – "Crossfire (Gunshot Remix)" on the album Fatherland (Cleopatra)
- 1997: Hoodwink – "Dun' Like A Kipper (Gunshot Mix)" (Mute Records 1997)
- 1997: Chumbawamba – "Tubthumping (Gunshot Mix)" (EMI)

### Gastauftritte/Features
- 1991: Depth Charge – "Depth Charge vs Silver Fox" (Vinyl Solution)
- 1992: B.R.O.T.H.E.R. Congress – "Ghettogedden" (4th & Broadway)
- 1996: Killa Instinct – "No More Need For Whispering" mit Gunshot und II Tone Committee (Move) (The Penultimate Sacrfice EP)
- 2000: DJ White Child Rix – Scratches auf Chumbawambas Album WYSIWYG (EMI)
- 2004: Aspects – "Chase The Devil" mit MC Alkaline (Chorus) (Sanctuary Records) Mystery Theatre? LP
- 2008: DJ Snuff - "Hip Hop Blues" mit MC Mercury (Dented)

### Musik-Videos
- 1990: "Battle Creek Brawl"
- 1991: "Crime Story"
- 1994: "Mind of a Razor"
- 2018: "Sulphur"
- 2020: "Burn Cycle"
- 2024: "I, Mercury"
- 2024: "Ghetto Heartbeat"